# Guerra electrónica

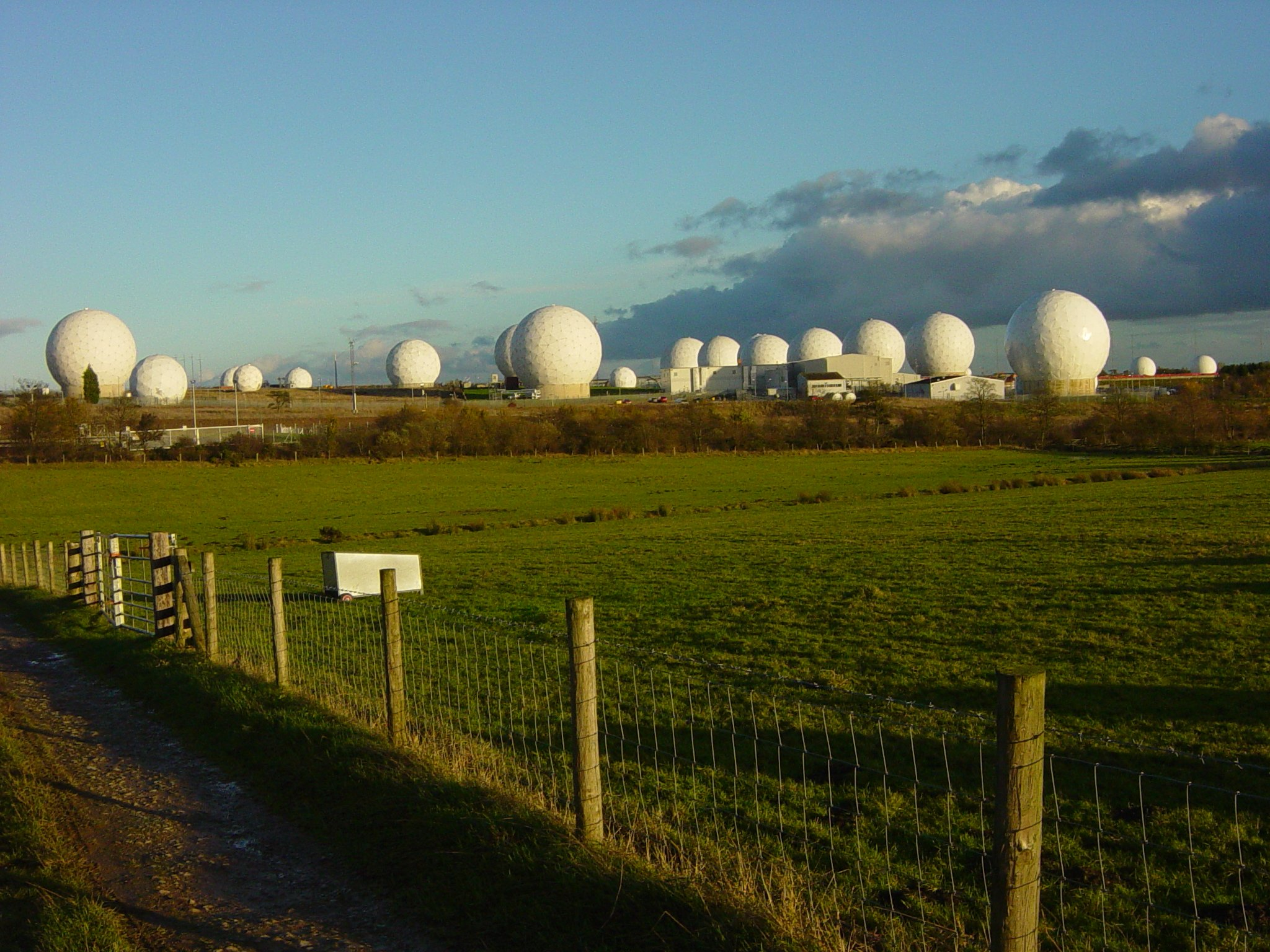
RAF Menwith Hill, un gran sitio de ECHELON situado en el Reino Unido, y parte del acuerdo de seguridad UKUSA.

La guerra electrónica o electromagnética es una forma de guerra que implica el uso del espectro electromagnético o energía dirigida para controlarlo, atacar al enemigo o impedir sus operaciones. El propósito de la guerra electromagnética es negar al oponente la ventaja del espectro electromagnético y garantizar el acceso sin obstáculos de las fuerzas aliadas. La guerra electromagnética puede aplicarse desde el aire, el mar, la tierra o el espacio mediante sistemas tripulados y no tripulados, y puede tener como objetivo comunicaciones, radares u otros recursos militares y civiles.

## Historia
El primer uso documentado de la guerra electrónica se remonta a la segunda guerra bóer de 1899-1902. El ejército británico, al intentar liberar Ladysmith, asediada por los bóeres, utilizó un reflector para "rebotar" señales de código Morse en las nubes. Los bóeres lo detectaron de inmediato y utilizaron uno de sus propios reflectores para intentar interferir las señales británicas. Winston Churchill describió gráficamente este hecho en su libro "De Londres a Ladysmith vía Pretoria".
Durante la guerra ruso-japonesa de 1904-1905, el crucero auxiliar japonés Shinano Maru había localizado la Flota Rusa del Báltico en el estrecho de Tsushima y comunicaba la ubicación de la flota por radio al Cuartel General de la Flota Imperial Japonesa. El capitán del buque de guerra ruso Ural solicitó permiso para interrumpir el enlace de comunicaciones japonés intentando transmitir una señal de radio más potente sobre la del Shinano Maru, con la esperanza de distorsionar la señal japonesa en el receptor. El almirante ruso Zinovy Rozhestvensky rechazó el consejo y negó al Ural el permiso para interferir electrónicamente al enemigo, lo cual en esas circunstancias podría haber sido invaluable. La información obtenida por los japoneses finalmente condujo a la decisiva Batalla de Tsushima, donde la Armada rusa perdió todos sus acorazados y la mayoría de sus cruceros y destructores. Estas pérdidas pusieron fin a la guerra ruso-japonesa a favor de Japón.
Durante la Segunda Guerra Mundial, tanto los Aliados como las Potencias del Eje utilizaron ampliamente la guerra electrónica, o lo que Winston Churchill denominó la "Batalla de los Rayos": dado que los radares de navegación se utilizaban para guiar a los bombarderos a sus objetivos y de regreso a su base, la primera aplicación de la guerra electrónica en la Segunda Guerra Mundial fue interferir con los radares de navegación. El chaff también se introdujo durante la Segunda Guerra Mundial para confundir y anular los sistemas de radar de seguimiento.
A medida que las comunicaciones en el campo de batalla y la tecnología de radar mejoraron, también lo hizo la guerra electrónica, que desempeñó un papel importante en varias operaciones militares durante la guerra de Vietnam. Las aeronaves en bombardeos y misiones aire-aire a menudo dependían de la guerra electrónica para sobrevivir a la batalla, aunque muchas fueron derrotadas por contramedidas electrónicas norvietnamitas.
La guerra electrónica se empleó ampliamente durante la guerra del Golfo, principalmente por aviones de ataque electrónico de la USAF y la USN, como el EF-111A y el EA-6B, para desmantelar la extensa y potente red de SAM y GCI de Irak.

## Descripción
La utilización militar de equipos electrónicos alcanza a todos los niveles y modalidades de combate. Los equipos de comunicaciones permiten el control en tiempo real de todos los escalones de las fuerzas de combate y facilita al jefe de las mismas los datos necesarios para evaluar la situación. Las redes de radar (siglas inglesas de radio detection and ranging, "detección y telemetría por radio") facilitan una alerta previa de un ataque aéreo enemigo, y los sistemas electrónicos de dirección de tiro ayudan a la defensa antiaérea. Estas redes electrónicas pueden guiar a los aviones de interceptación contra la fuerza atacante. Estos mismos aviones cuentan con un sofisticado conjunto de equipos para la detección de blancos, navegación y guiado de las armas hasta el objetivo. Sin embargo, como la totalidad de estos sistemas dependen en gran medida del espectro electromagnético en lo relativo a inteligencia y operatividad, las fuerzas oponentes pueden utilizar otros dispositivos electromagnéticos para reducir su utilización óptima e incluso servirse de nuestro sistema.
Desde la invención del radar durante la Segunda Guerra Mundial, la guerra electrónica no ha cesado de progresar a pasos agigantados hasta constituirse hoy en día en el factor decisivo de la victoria. De la misma forma que sin conquistar la superioridad aérea es impensable obtener la victoria, sin la superioridad electrónica es impensable conseguir ésta. La capacidad de supervivencia de las fuerzas propias en un ambiente hostil y la precisión y efectividad de las armas dependen de la capacidad para controlar el espectro electromagnético. Por otra parte la primera acción hostil en un enfrentamiento pasa siempre por la perturbación y el ataque a los sistemas de detección y comunicaciones del adversario. La EW no es un factor independiente pero ha de considerarse un factor importantísimo en la valoración de la supervivencia y la vulnerabilidad.
Dada la complejidad de las operaciones militares, la EW se divide en tres partes elementales:
- Medidas de apoyo de Guerra Electrónica (ESM): Área de la EW que comprende las acciones adoptadas para buscar, interceptar, identificar o ubicar fuentes de energía electromagnética irradiada con el fin de obtener un reconocimiento inmediato de la amenaza. Así pues, las ESM suministran una fuente de información requerida para acción inmediata que incluye contramedidas electrónicas, anticontramedidas electrónicas, acciones de evasión, localización del blanco y otro empleo táctico de las fuerzas.
- Contramedidas electrónicas (ECM): Área de la EW que comprende las acciones adoptadas para impedir o reducir la utilización enemiga del espectro electromagnético. Las ECM incluyen:
  - Perturbación electrónica: Es la deliberada radiación, rerradiación o reflexión de energía electromagnética, con el objeto de reducir la utilización por parte del enemigo de dispositivos, equipos o sistemas electrónicos.
  - Engaño electrónico: La deliberada radiación, rerradiación, alteración, absorción o reflexión de energía electromagnética con intención de desorientar al enemigo en la interpretación o uso de la información recibida a través de sus sistemas electrónicos. Existen dos categorías de decepción electrónica:
    - Engaño electrónico manipulativo: La alteración o simulación de radiaciones electromagnéticas amigas, con el fin de lograr la decepción.
    - Engaño electromagnético imitativo: Introducción de radiaciones en los canales enemigos, con el fin de imitar sus propias emisiones.
- Medidas de Protección Electrónicas (EPM): Área de la EW que comprende la adopción de medidas encaminadas a asegurar el uso propio del espectro electromagnético a pesar del, empleo de la Guerra Electrónica por parte del enemigo.

- Evasión de Emisiones: Uso deliberado de Frecuencias que el enemigo no puede captar con sus medios ELINT o COMINT

Por último, un concepto que cada vez tiene mayor importancia: el control de emisiones (CONEM). Se trata del control selectivo de energía electromagnética o acústica emitida. con el fin de minimizar la detección de la misma por los sensores enemigos, o bien para mejorar las prestaciones de los sensores instalados.
Con frecuencia se piensa que CONEM es silencio electrónico total. Bien podría ser así, pero el silencio electrónico es un tipo de CONEM. Tal como se ha definido, el CONEM es selectivo y se manifiesta según diferentes grados.

## Apoyo de la guerra electrónica a la inteligencia
Cuando se opera en una red integrada de defensa es fundamental que la fuerza de penetración disponga de informaciones relativas a la ubicación y características técnicas de los sistemas electrónicos contra los cuales se enfrente; esta función corresponde a la inteligencia. Aunque el alcance del presente texto no abarca este campo, constituye el apoyo de la EW, y quienes estudien la misma habrán de estar, cuando menos, al tanto de las definiciones siguientes:
- Inteligencia de Guerra Electrónica: Resultado de la recopilación, evaluación, análisis, integración e interpretación de cuanta información se disponga relativa a naciones extranjeras o a zonas de operaciones significativas para el ejercicio de la EW.

- Inteligencia de Comunicaciones (COMINT): Información técnica y de inteligencia obtenida de la escucha de comunicaciones extranjeras por quien no sea el receptor que se pretendía.

- Inteligencia Electrónica (ELINT): Actividades dirigidas a la recopilación (observación y registro) y proceso para posteriores fines de inteligencia, de información obtenida a partir de radiaciones electromagnéticas extranjeras que no son de comunicaciones provenientes de otras que no sean de detonaciones atómicas o fuentes radiactivas.

- Inteligencia de Señales (SIGINT): Término genérico que incluye tanto ELINT como COMINT.